# Eichstadt (cráter)
Eichstadt es un cráter de impacto lunar que se encuentra en la sección oriental de la cordillera denominada Montes Cordillera que rodea la cuenca de impacto del Mare Orientale. Se encuentra hacia la extremidad suroeste de la Luna, por lo que aparece con un aspecto oblongo cuando se ve desde la Tierra debido al escorzo. Más de 200 kilómetros al este de Eichstadt se hallan los cráteres Darwin y Lamarck, con Krasnov al sur.
|  |

El borde de este cráter está bien definido y forma un círculo algo desigual. Muestra ligeros salientes hacia el exterior en el perímetro de los lados sur-sureste, suroeste, y norte. Contiene algunas terrazas a lo largo de la pared interior,  producto del desplome de la parte superior del borde del brocal. En la parte central del suelo interior se localiza un conjunto de crestas escarpadas de baja altura.

## Cráteres satélite
Por convención estos elementos son identificados en los mapas lunares poniendo la letra en el lado del punto medio del cráter que está más cerca de Eichstadt.
|           | \| Eichstadt \| Coordenadas \| Diámetro \| \| --------- \| ------------------------------ \| -------- \| \| C \| 21°42′S 76°42′O / -21.7, -76.7 \| 15 km \| \| D \| 23°30′S 76°00′O / -23.5, -76.0 \| 7 km \| \| E \| 23°54′S 78°18′O / -23.9, -78.3 \| 18 km \| \| G \| 22°24′S 80°42′O / -22.4, -80.7 \| 11 km \| \| H \| 19°00′S 79°54′O / -19.0, -79.9 \| 11 km \| \| K \| 18°12′S 83°12′O / -18.2, -83.2 \| 13 km \| |          |
| Eichstadt | Coordenadas | Diámetro |
| C         | 21°42′S 76°42′O / -21.7, -76.7 | 15 km    |
| D         | 23°30′S 76°00′O / -23.5, -76.0 | 7 km     |
| E         | 23°54′S 78°18′O / -23.9, -78.3 | 18 km    |
| G         | 22°24′S 80°42′O / -22.4, -80.7 | 11 km    |
| H         | 19°00′S 79°54′O / -19.0, -79.9 | 11 km    |
| K         | 18°12′S 83°12′O / -18.2, -83.2 | 13 km    |